# Батиста, Факундо
Факу́ндо Агусти́н Бати́ста Очо́а (исп. Facundo Agustín Batista Ochoa; 16 января 1999, Монтевидео) — уругвайский футболист, нападающий клуба «Атлетико Насьональ».

## Клубная карьера
На детском уровне начал заниматься футболом в «Сиете Эстреллас», прежде чем перейти в «Данубио». После ссоры с тренером покинул клуб и перешёл в «Дефенсор Спортинг». В августе 2018 года перешёл в клуб Челлендж-лиги «Кьяссо». В марте 2019 года перешёл в аренду в бразильскую «Понте-Прету».
В августе 2019 года перешёл в аренду в португальскую «Академику де Визеу». Сыграл за клуб восемь матчей и отличился голом, прежде чем расторгнуть контракт в январе 2020 года.
В январе 2020 года вернулся в Уругвай, где подписал арендное соглашение с «Депортиво Мальдонадо».
17 сентября 2021 года присоединился к мексиканского клуба «Некакса». 2 июля 2024 года перешёл в аренду в «Пеньяроль», рассчитанную до июня 2025 года.
В начале января 2025 года заинтересовал криворожский «Кривбасс», который попытался приобрести уругвайца. Также игроком интересовался аргентинский «Годой-Крус». Однако почти сразу же в борьбу за нападающего включилось и «Полесье», с которым 20 января 2025 года Факундо подписал 3-летний контракт с возможностью продления ещё на один сезон. По данным интернет-портала Transfermarkt «волки» заплатили мексиканскому клубу «Некаксу» рекордные для себя 1 750 000 евро.

## Карьера в сборной
Выступал за юношескую сборную Уругвая. Один из игроков молодёжной сборной Уругвая, ставших бронзовыми призёрами молодёжного чемпионата Южной Америки 2019 года.